# إيطاليا في العصور الوسطى
تتحدث هذه المقالة عن تاريخ إيطاليا في العصور الوسطى.
يمكن تعريف تاريخ شبه الجزيرة الإيطالية خلال فترة العصور الوسطى تقريبًا على أنه الفترة بين سقوط الإمبراطورية الرومانية الغربية والنهضة الإيطالية.
خلال العصور القديمة المتأخرة في القرن السابع بقيت إيطاليا تحت حكم مملكة القوط الشرقيين، والإمبراطورية البيزنطية تحت حكم السلالة الجستينية، والبابوية البيزنطية حتى منتصف القرن الثامن. بدأت «العصور الوسطى» الحقيقية عندما ضعفت الإمبراطورية البيزنطية تحت ضغط الغزوات الإسلامية، وخضعت إكسرخسية رافينا للحكم اللومباردي في عام 751 في النهاية. انتهى حكم اللومبارديين بغزو شارلمان في عام 773، الذي أسس مملكة إيطاليا والدولة البابوية. وضع ذلك سابقة للصراع السياسي الرئيسي في إيطاليا على مدى القرون التالية، بين البابا والإمبراطور الروماني المقدس، والذي بلغ ذروته بالصراع بين البابا غريغوري السابع وهنري الرابع و«سير الأخير إلى كانوسا» في عام 1077.
يستمد مصطلح «العصور الوسطى» اسمه جوهريًا من وصف فترة «الغموض» في التاريخ الإيطالي خلال القرنين التاسع والحادي عشر، وساكولوم أوبسكوروم أو «العصر المظلم» للبابوية الرومانية مثلما يُرى من منظور الإنسانية الإيطالية من القرن الرابع عشر إلى القرن الخامس عشر.
بدأ تطور سياسي فريد من نوعه لإيطاليا في القرن الحادي عشر، فتحولت بلديات (قومونات) العصور الوسطى إلى دول مدن قوية على غرار الجمهورية الرومانية القديمة. نهضت جمهوريات البندقية وفلورنسا وجنوة وبيزا، من بين جمهوريات أخرى، بقوة سياسية كبيرة ومهدت الطريق أمام النهضة الإيطالية، و«المعجزة الأوروبية»، وانبعاث الحضارة الغربية من الغموض النسبي في أوائل الحقبة الحديثة المبكرة. ومن ناحية أخرى، كانت دول المدن الإيطالية في حالة حرب مستمرة، الأمر الذي أضيف إلى الصراع المستمر بين البابا والإمبراطور الروماني المقدس وتتداخل معه. انضمت كل مدينة إلى أحد الفصيلين، ومع ذلك قُسِمت داخليًا بين الطرفين المتحاربين، غويلفيون (المواليين للبابا) وغيبلينيون (المواليين للإمبراطور). منذ القرن الثالث عشر، خاض المرتزقة هذه الحروب على نحو متزايد، مما أدى إلى إنشاء مؤسسة كوندوتييرو الإيطالية وثقافة المرتزقة السويسرية. بعد ثلاثة عقود من الحروب اللومباردية بين دوقية ميلانو وجمهورية البندقية، كان هناك في نهاية المطاف توازن في القوة بين خمس دول قوية ناشئة، والتي كونت في صلح لودي ما يسمى بالعصبة الإيطالية، ما جلب الهدوء النسبي للمنطقة لأول مرة منذ قرون. هذه القوى الخمس هي جمهوريات فينيسيا وفلورنسا البحرية، التي سيطرت قواتهما البحرية على الساحل الشرقي والغربي لشبه الجزيرة على التوالي، والقوى الإقليمية لميلانو والدولة البابوية، التي هيمنت على الأجزاء الشمالية والوسطى لإيطاليا على التوالي، ومملكة نابولي في الجنوب.
انتهى التوازن غير المستقر بين هذه القوى في عام 1494 عندما سعى دوق ميلانو لودوفيكو سفورزا إلى مساعدة شارل الثامن ملك فرنسا ضد البندقية، فاندلعت الحرب الإيطالية بين عامي 1494 و1498. ونتيجة لذلك، أصبحت إيطاليا ساحة معركة للقوى الأوروبية العظيمة على مدار الستين عامًا التالية، وبلغت ذروتها أخيرًا بالحرب الإيطالية التي دارت رحاها بين عامي 1551 و1559، والتي انتهت مع إسبانيا هابسبورغ كقوة مهيمنة في إيطاليا. حكم آل هابسبورغ إيطاليا طوال الحقبة الحديثة المبكرة، حتى غزو نابليون لإيطاليا في عام 1796.

## الانتقال من العصور القديمة المتأخرة (من القرن السادس إلى الثامن)
غزا القوط الغربيون إيطاليا في القرن الخامس، ونهب ألاريك روما في عام 410. خُلِع الإمبراطور الروماني الغربي (التقليدي) الأخير، رومولوس أوغستولوس، عن عرشه عام 476 على يد جنرال جرماني شرقي يدعى أودواكر. بعد ذلك حكم إيطاليا لمدة سبعة عشر عامًا بصفته ريكس جينتيم (ملك الأمم)، خضع حكمه من الناحية النظرية لحكم الإمبراطور الروماني الشرقي زينون، ولكن عمليًا كان مستقلًا استقلالًا تامًا. بقيت الإدارة في الأساس نفسها مثلما كانت في عهد الإمبراطورية الرومانية الغربية، وأعطت الحريات الدينية للمسيحيين. حارب أودواكر ضد الوندال، الذين احتلوا صقلية، والقبائل الجرمانية الأخرى التي غزت شبه الجزيرة دوريًا.
ولكن في عام 489، قرر الإمبراطور زينون طرد القوط الشرقيين، وهم شعب فيوديراتي عاشوا في نهر الدانوب، عن طريق إرسالهم إلى إيطاليا. في 25 فبراير عام 493 هزم ثيودوريك العظيم أودواكر وأصبح ملك القوط الشرقيين. أما ثيودوريك، الذي عاش طويلًا في القسطنطينية، واعتبر حاليًا وعمومًا جرمانيًا رومانيًا، وحكم في الواقع إيطاليا إلى حد كبير من خلال أفراد رومانيين. شكلت الأقلية القوطية، من الطائفة الآريوسية، أرستقراطية من ملاك الأراضي والجيوش، لكن تأثيرها على البلاد بقي ضئيلًا، وبقي السكان اللاتينيون خاضعين للقوانين الرومانية، وحافظوا على حرية العقيدة التي تلقاها أودواكر. يعتبر عهد ثيودوريك عمومًا فترة انتعاش للبلاد. أصلِحت البنية التحتية، ووسِعت الحدود، واعتني بالاقتصاد جيدًا. ازدهرت الثقافة اللاتينية للمرة الأخيرة مع شخصيات مثل بوثيوس، وزير ثيودوريك، وكانت المملكة الإيطالية مرة أخرى أقوى كيان سياسي في منطقة البحر الأبيض المتوسط. ومع ذلك، لم يكن خلفاء ثيودوريك مساويين له.
غزا النصف الشرقي أو الإمبراطورية البيزنطية، المتمركز الآن في القسطنطينية، إيطاليا في أوائل القرن السادس، واحتل جنرالات الإمبراطور جستنيان، بيليساريوس ونارسيس، مملكة القوط الشرقيين بعد سنوات من الحرب، التي انتهت في عام 552. دمر هذا الصراع، المعروف باسم الحروب القوطية، الكثير من حياة المدينة التي نجت من الغزوات البربرية. لم تتلاشَ حياة المدينة، لكنها أصبحت أصغر وأكثر بدائية مما كانت عليه في العصور الرومانية. استخدمت زراعة الكفاف معظم السكان الإيطاليين. كان للحروب والمجاعات وأوبئة الأمراض تأثير دراماتيكي على الخصائص السكانية (الديمغرافيا) لإيطاليا. لم تختفِ الممتلكات الزراعية في العصر الروماني. وقد أنتجوا فائضًا زراعيًا وباعوه في المدن، غير أن نظام العبودية استعيض عنه بنظم عمل أخرى مثل القنانة.
سمح انسحاب الجيوش البيزنطية لشعب جرماني آخر، وهو اللومبارديون، بغزو إيطاليا. المركز الرئيسي الأول الذي سقط هو تشفيدالي ديل فريولي، في حين تركزت المقاومة البيزنطية في المناطق الساحلية. سرعان ما اجتاح اللومبارديون معظم شبه الجزيرة، وأسسوا مملكة عاصمتها بافيا، مقسمة إلى سلسلة من الدوقيات. أصبحت المناطق الواقعة في وسط شمال إيطاليا والتي ظلت خاضعة للسيطرة البيزنطية (معظمها من لاتسيو ورومانيا الحالية، بالإضافة إلى ممر قصير بين أومبريا يربطهما، وبالمثل ليغوريا) إكسرخسية رافينا (مركز السلطة البيزنطية). احتلت دوقيات لومبارديون شبه المستقلة في سبوليتو وبينيفينتو جنوب إيطاليا، باستثناء بوليا، وكالابريا، وصقلية الحالية. بقيت الكثير من الموانئ في ظل السلطة الإمبراطورية التي تحولت في النهاية إلى دول مدينة مستقلة (جيتا، ونابولي، والبندقية، وأمالفي).

### ارتقاء بطريركية روما
لعبت الكنيسة (وخاصة أسقف روما، الملقب بالبابا الآن)، دورًا سياسيًا مهمًا منذ زمن قسطنطين، الذي حاول إدراجها في الإدارة الإمبراطورية.
أصبحت الكنيسة في معظم الأحيان المؤسسة الوحيدة المستقرة والمصدر الوحيد للتعلم في أوروبا الغربية، في الوضع غير المستقر سياسيًا بعد سقوط الإمبراطورية الغربية. وحتى البرابرة اضطروا إلى الاعتماد على رجال الدين لإدارة غزواتهم. علاوة على ذلك، فإن للأوامر الرهبانية الكاثوليكية، مثل الرهبنة البندكتية، دور رئيسي في الحياة الاقتصادية في ذلك الوقت، وفي الحفاظ على الثقافة الكلاسيكية (على الرغم من أن المؤلفين اليونانيين في الشرق حفظوها بشكل أفضل).
بعد غزو اللومبارديين، خضع الباباوات اسميًا للإمبراطور الشرقي، لكنهم تلقوا في كثير من الأحيان قليلًا من المساعدة من القسطنطينية، وكان عليهم سد النقص في السلطة المهيبة، وتقديم الخدمات الأساسية (مثل الغذاء للمحتاجين) وحماية روما من غارات اللومبارديون، بهذه الطريقة، بدأ الباباوات في بناء دولة مستقلة.